# Márta Rudas
Márta Bajcsay Rudas, z domu Antal (ur. 14 lutego 1937 w Debreczynie, zm. 6 czerwca 2017 w Budapeszcie) – węgierska lekkoatletka, która specjalizowała się w rzucie oszczepem.
Trzykrotna uczestniczka igrzysk olimpijskich – Rzym 1960, Tokio 1964 oraz Meksyk 1968. W Rzymie rywalizację zakończyła na dziewiątym miejscu, cztery lata później rzutem na odległość 58,27 wywalczyła srebrny medal, a w 1968 była czwarta. Trzy razy reprezentowała swój kraj w mistrzostwach Europy – Belgrad 1962 (5. miejsce), Budapeszt 1966 (6. miejsce) oraz Helsinki 1971 (8. miejsce). Reprezentantka Węgier w zawodach pucharu Europy. Wielokrotna mistrzyni kraju. Ośmiokrotna rekordzistka Węgier. Rekord życiowy: 58,36 (1965).